# Tempestade tropical Hernan (2020)
A tempestade tropical Hernan foi um ciclone tropical pequeno e desorganizado que no final de agosto de 2020 trouxe inundações generalizadas e deslizamentos de lama destrutivos para vários estados no sudoeste do México. Hernan foi o décimo-terceiro ciclone tropical e a oitava tempestade nomeada da temporada de furacões no Pacífico de 2020. Uma tempestade tropical se formou em uma área de baixa pressão localizada a sudoeste do México em 26 de agosto. Movendo-se geralmente para o norte e paralelamente à costa oeste do México, o sistema foi prejudicado por um ambiente de forte cisalhamento do vento e mal fortalecido. O ciclone atingiu o pico de intensidade por volta das 6:00 UTC de 27 de agosto com ventos de 72 km/h (45 mph) e uma pressão barométrica mínima de 1001 milibares (29,56 inHg). Passando perto da costa do estado de Jalisco, Hernan virou para oeste e degenerou para uma baixa remanescente em 28 de agosto. A baixa se moveu perto da Península da Baixa Califórnia algumas horas depois e se dissipou logo depois.
Apesar da curta existência de Hernan, caiu mais de 280 mm (11 in) de chuva em muitas áreas do sudoeste do México, com o pico de acumulação em 59,000 mm (2,324 in) em Jalisco. Várias rodovias tiveram que ser fechadas devido a condições perigosas, incluindo deslizamentos de terra e rios que transbordam de suas margens. Diversas escolas foram danificadas no estado de Colima e na cidade de Manzanillo, casas, empresas e ruas foram danificadas e cobertas de lama. Quase 20000 pessoas foram fortemente afetadas por Hernan em Jalisco, e 1674 casas e nove escolas sofreram danos graves. Nesse estado, um homem caiu do telhado e morreu enquanto o inspecionava em busca de danos após a tempestade. Outra pessoa foi dada como desaparecida em Guerrero. O dano total no México é desconhecido.

## História meteorológica
Em 17 de agosto, o Centro Nacional de Furacões (NHC) observou pela primeira vez o potencial de formação de uma área de baixa pressão na costa sudoeste do México nos dias seguintes. Na época, o furacão Genevieve estava próximo à área de formação prevista. Depois que Genevieve se afastou e se dissipou, o cavado de monção circundante tornou-se ativo em resposta e as chances de formação do distúrbio aumentaram gradualmente. Auxiliado por um pulso favorável da Oscilação de Madden e Julian (MJO), uma ampla área de baixa pressão se desenvolveu conforme a previsão em 20 de agosto. O cisalhamento do vento oriental e o amplo tamanho do distúrbio inibiram seu desenvolvimento inicialmente; a convecção atmosférica começou a aumentar em 24 de agosto. Finalmente, às 06:00 UTC de 26 de agosto, o sistema tinha convecção profunda e bem definida o suficiente para se tornar uma tempestade tropical, cerca de 550 km (340 mi) a sudoeste de Cabo Corrientes.
O NHC observou na época que o sistema estava enfrentando forte cisalhamento do vento leste e foi ligeiramente alongado de nordeste a sudoeste, inibindo o fortalecimento potencial. Ele também estava localizado no lado leste de um amplo giro de monções, induzindo um movimento de leste para norte. Apesar disso, os topos das nuvens ao sul e a oeste do centro de Hernan resfriaram entre −83 a −86 ° C (−117 e −123 ° F) conforme a convecção aumentou, permitindo que o ciclone se fortalecesse ligeiramente. Hernan atingiu o pico às 06:00 UTC em 27 de agosto com ventos máximos sustentados de 72 km/h (45 mph) e uma pressão barométrica mínima de 1.001 mbar (29,56 inHg). O cisalhamento contínuo do vento fez com que Hernan enfraquecesse, restringindo a convecção aos confins sul e oeste do centro da tempestade. Movendo-se ao redor da periferia nordeste do grande giro ciclônico, Hernan moveu-se sobre o Golfo da Califórnia e virou para oeste no início de 28 de agosto. O sistema foi rebaixado para uma depressão tropical às 12:00 UTC daquele dia, pois a maior parte de sua convecção se dissipou. Hernan enfraqueceu em uma depressão remanescente seis horas depois. Os remanescentes de Hernan continuaram para o oeste ao redor do giro contendo a tempestade tropical Iselle, que estava localizada ao sul. Por volta das 00:00 UTC de 29 de agosto, os remanescentes foram completamente absorvidos por esse recurso.

## Impacto

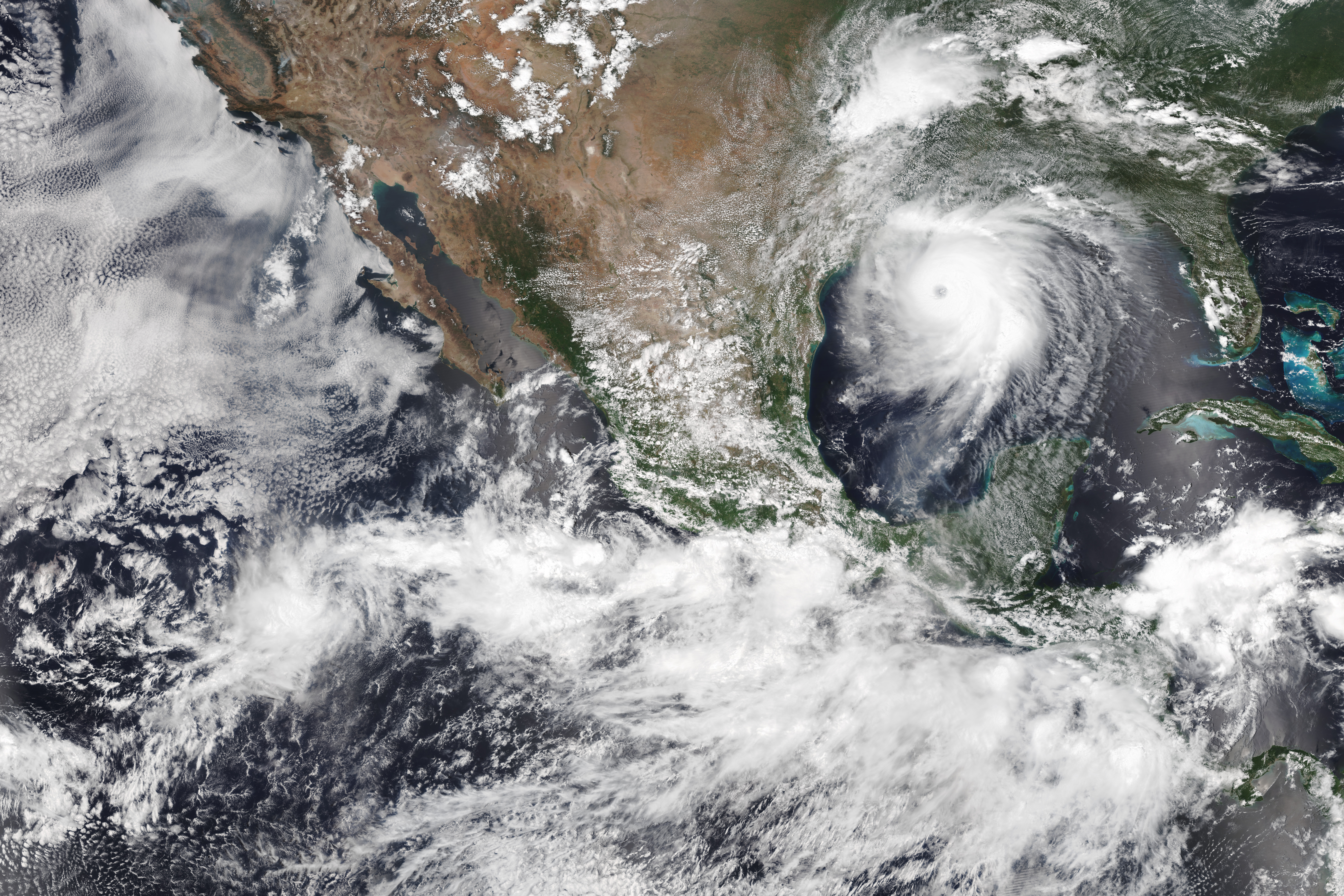
A tempestade tropical Hernan perto da costa mexicana em 26 de agosto, com a tempestade tropical Iselle a oeste, a proeminente ITCZ ao sul e o furacão Laura no Golfo do México

Hernan teve um impacto notável em vários estados do oeste do México, apesar de seu pequeno tamanho. Um total de 97.000 pessoas perderam eletricidade no país devido à tempestade. Mais de 250 funcionários estaduais e federais foram enviados para áreas afetadas por Hernan, enquanto diferentes agências viajavam de helicóptero para levar alimentos e suprimentos. O Secretariado da Marinha do México, José Rafael Ojeda Durán, implementou o Plano da Marinha, que realizou a evacuação de pessoas presas pelas enchentes, removeu entulhos, limpou praias e transferiu alimentos e equipamentos às vítimas. Mais de 450 unidades de maquinaria do exército foram usadas: 60 unidades marítimas, 6 aeronaves e 391 unidades terrestres. Pelo menos sete pessoas foram resgatadas por via aérea após a inundação de suas casas pelas enchentes.

### Jalisco
Jalisco e Colima foram colocados na categoria de "alto risco" para inundações e deslizamentos de terra devido às chuvas esperadas de até 8,8 pés cúbicos (250 litros) por metro quadrado. A precipitação atingiu o pico em Jalisco às 23,24 pol. (590,3 mm) em Cihuatlán e 20,16 pol (512 mm) em Apazulco. As fortes chuvas de Hernan deixaram 30 comunidades em Jalisco sem energia. 400 pessoas foram evacuadas antes da morte de Hernan, enquanto 18 pessoas presas em seus telhados também foram resgatadas. O resgate foi necessário para as pessoas presas em casas onde as chuvas chegavam a 2 metros (6,5 pés). Deslizamentos de terra e de lama cobriram partes das rodovias federais mexicanas 80 e 200 e foram liberados por trabalhadores de agências. Nas cidades de Melaque e La Manzanilla, Hernan deixou fortes enchentes e o vizinho rio Cuixmala transbordou. A rodovia federal 200 do México sofreu deslizamentos de lama e subsequentes cortes de tráfego, enquanto a elevação das águas no riacho El Pedregal, em Cihuatlán, causou enchentes que levaram à abertura de três abrigos em Jaluco e Melaque. Os cidadãos em Melaque tiveram que viajar de barco para navegar pelas ruas severamente inundadas. Centenas de casas em vários municípios do estado sofreram inundações extremas: 400 em Hacienda de Cabañas, 100 em El Bejuco e 100 em Petatlán, onde 200 pessoas precisaram de abrigo. Chuvas torrenciais e deslizamentos de terra atingiram a costa de Jalisco, afetaram a cidade de Puerto Vallarta, onde o rio Ameca inundou, e a rodovia San Sebastián del Oeste-Mascota foi bloqueada para as condições perigosas criadas pelo clima. Deslizamentos de terra e inundações isolaram várias comunidades em Jalisco, e 5 rodovias federais foram fechadas entre Jalisco e as vizinhas Colima e Nayarit.
Foi relatado que pelo menos 19.968 pessoas foram impactadas e precisam de apoio no estado após Hernan. Mais de 350 pessoas de Cihuatlán e Tomatlán, incluindo 115 menores, foram transferidas para abrigos. Pelo menos 630 casas e nove escolas sofreram danos graves em todo o estado. O município de Cihuatlán, duramente atingido, viu 250 casas danificadas, enquanto La Huerta sofreu 228 casas danificadas. Um homem morreu em La Huerta ao cair de seu telhado para verificar os danos causados por Hernan, e uma mulher em Cabo Corrientes sofreu queimaduras nos braços e nas pernas devido a um incêndio de forno, presumivelmente de um curto-circuito durante a tempestade.
A Comissão de Emergência do Estado de Jalisco declarou estado de emergência nos municípios de Tomatlán, Casimiro Castillo, Cihuatlán, La Huerta, Villa Purificación, Cabo Corrientes e Cuautitlán de García Barragán após a passagem do ciclone. A ajuda do Fundo Nacional para Desastres Naturais (FONDEN) e do Fundo Estadual de Desastres Naturais (FOEDEN) do governo federal foi concedida aos 7 municípios mencionados. Despensas de alimentos, esteiras, kits de higiene e litros de água estavam entre os suprimentos entregues aos moradores de 1.674 casas danificadas.

### Colima
A cidade portuária de Manzanillo em Colima sofreu grandes impactos da tempestade tropical Hernan. Numerosos rios transbordando causaram severas inundações e inundações generalizadas. A precipitação atingiu o pico na cidade a 15,65 pol. (397,5 milímetros). Centenas de casas, empresas e ruas ficaram cobertas de lama e várias estradas desabaram ou ficaram intransitáveis imediatamente a seguir. O presidente da Comissão de Planejamento e Turismo de Manzanillo, Luis Rogelio Salinas Sánchez, afirmou que um grande número de áreas urbanas, suburbanas e rurais ao redor de Manzanillo sofreram sérios danos. De acordo com Sánchez, chuvas torrenciais, correntes de ar, areia e detritos se espalharam por toda Manzanillo quando Hernan passou ao largo da costa. Sánchez afirmou que as perdas em Manzanillo eram "incalculáveis" e que as autoridades de Proteção Civil realizaram avaliações dos danos, a fim de exigir que uma declaração de emergência fosse assinada pelo governo do estado. Além disso, foram relatados danos às áreas costeiras e estradas de Colima, e as estruturas ao longo da costa sofreram sérios danos, pois os telhados desabaram e as enchentes varreram carros e edifícios danificados. 30 pessoas também foram evacuadas em áreas de alto risco de Manzanillo. Ondas de até 4 metros de altura foram relatadas nas costas de Manzanillo, Tecomán e Armería.

### Guerrero
As chuvas destrutivas de Hernan e seu precursor se espalharam por Guerrero em conjunto com a Zona de Convergência Intertropical (ITCZ) por vários dias no final de agosto, causando pelo menos 12 em (300 mm) de chuvas no litoral do estado. O governador de Guerrero, Héctor Astudillo Flores, convocou uma sessão extraordinária do Comitê Estadual de Proteção Civil para tratar dos danos causados por Hernan. Uma pessoa foi dada como desaparecida no estado da cidade de Hacienda de Cabañas após as enchentes e deslizamentos de terra causados pela tempestade. O governo de Guerrero obteve declarações de emergência e desastre para um total de 43 municípios do estado, que sofreram fortes chuvas e enchentes em Hernan e seu precursor de 24 a 27 de agosto. As declarações permitiram que os municípios afetados tivessem acesso a recursos do FONDEN. Um total de 211 pessoas foram evacuadas para seis abrigos.
A grande cidade portuária de Acapulco sofreu fortes chuvas, queda de árvores e severos deslizamentos de terra devido a Hernan e ao ITCZ. Um jovem do concelho de Cacalutla teve de ser resgatado depois de ser arrastado para um rio. Graves danos foram relatados ao longo da praia de Cayaquitos, onde lixo e cadáveres de animais foram parar nas praias costeiras. Rajadas de ventos e chuvas torrenciais arrancaram os telhados de empresas, e o turismo foi afetado devido ao lixo e escombros que Hernan levantou ao longo da praia da cidade. A Secretaria Ojeda Durán enviou militares a Guerrero e à vizinha Oaxaca. No município de Juxtlahuaca, localizado na divisa de Guerrero e Oaxaca, o rio Mixteco transbordou de suas margens, inundando casas próximas.

### Em outro lugar
No estado de Michoacán, onde também foram relatadas interrupções e inundações repentinas, até 600.000 ovos de tartarugas marinhas no Santuário de Tartarugas Marinhas de Ixtapilla foram varridos ou destruídos por Hernan, incluindo os da ameaçada tartaruga Olive Ridley, causando uma grande perda ambiental. O estado de Sinaloa registrou "chuvas intensas e pontuais", e inundações, granizo, pequenos deslizamentos de terra e escombros foram registrados no sul do estado. A cidade de Mazatlan fechou seu porto e suas praias em 28 de agosto devido às condições hostis de Hernan. Nayarit relatou inundações nas cidades de Bahía de Banderas e San Blas, e as chuvas no estado ultrapassaram 8 em (200 milímetros).
Embora Hernan tenha enfraquecido a um mínimo remanescente antes de cruzar a Baja California Sur, o Serviço Meteorológico Nacional (SMN) alertou os residentes para tomarem "precauções extremas", devido ao severo impacto em outros estados ocidentais. Poucas chuvas, rajadas de vento e grandes ondas se espalharam pela costa da Península, mesmo quando Hernan enfraqueceu e se dissipou.